# Chemischer Garten

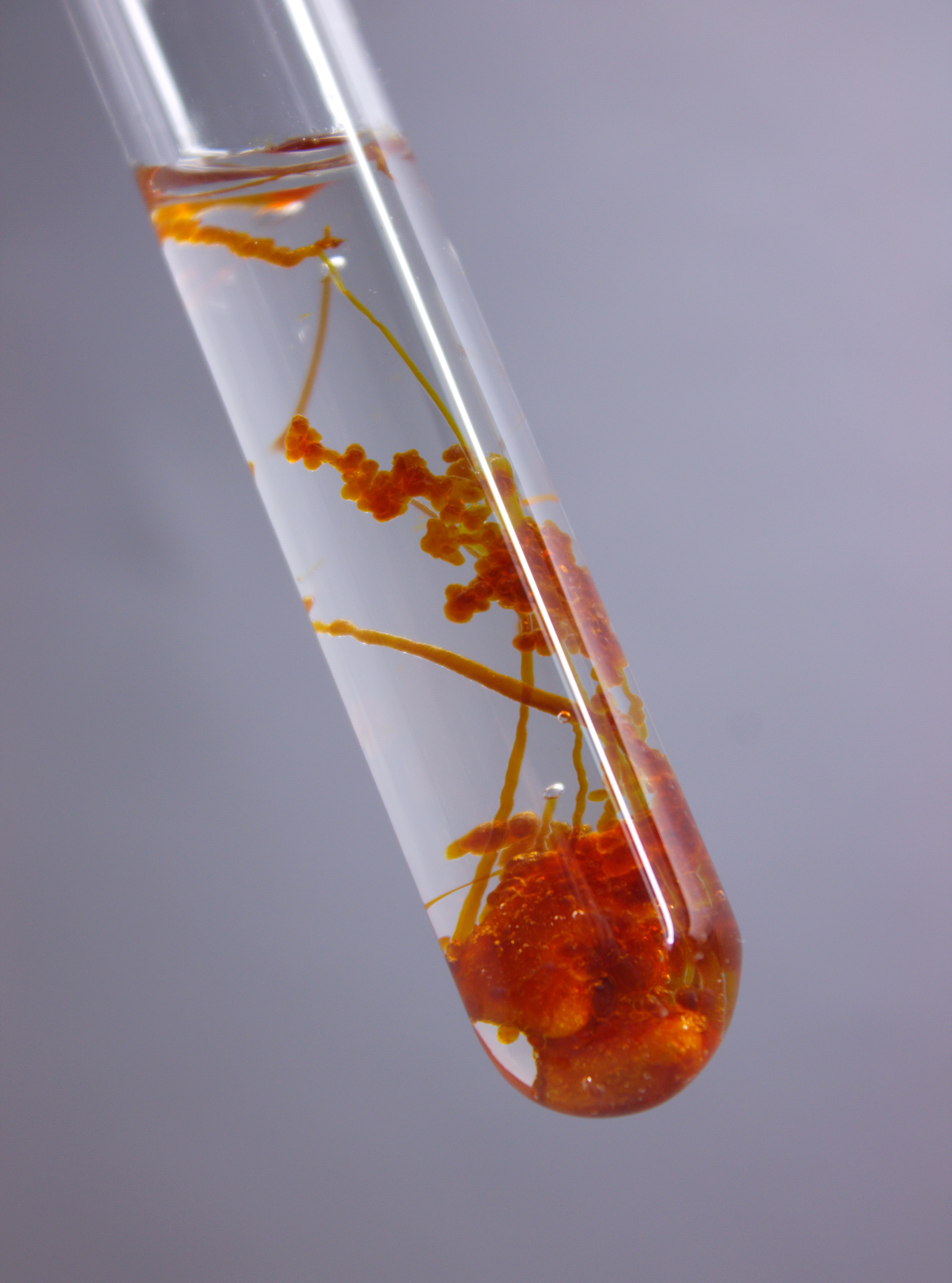
Kết tủa trông rất giống với một loại rong

Chemischer Garten là một loại phản ứng hóa học tạo ra kết tủa rắn có cấu trúc trông rất giống thực vật thủy sinh đang phát triển trong một khoảng thời gian vài phút đến hàng giờ nhưng thực tế không phải là vật thể sống. Phản ứng này được mô tả ghi lại trong tài liệu sớm nhất được tìm thấy hiện tại do Johann Rudolf Glauber thực hiện năm 1646.

## Cách làm
Để tạo ra phản ứng này thì chỉ việc đổ muối kim loại vào trong dung dịch kiềm việc này sẽ tạo ra các cấu trúc hình ống với các hình dáng và màu sắc khác nhau do sự kết hợp khác nhau của những tính chất như áp suất thẩm thấu, tác động của trọng lực, phản ứng và khuếch tán... Rất khó để xác định tính chất nào đang tác động đến việc tạo hình của cấu trúc trong chuỗi phản ứng phức tạp đó việc này ảnh hưởng đến khả năng hiểu được quy trình hình thành các cấu trúc.
Các loại muối thường dùng để tạo ra kết tủa là phèn, CuSO4, CrCl3, NiSO4, FeSO4, FeCl3 và CoCl2. Mỗi loại muối sẽ cho cấu trúc màu sắc khác nhau.

## Cảm hứng nghiên cứu về sự sống
Dù phản ứng này không tạo ra sự sống trong bình nhưng nó đã tạo cảm hứng cho nhiều thuyết nghiên cứu sự sống đặc biệt là các thuyết ở các miệng phun thủy nhiệt. Các miệng phun này giàu khoáng chất từ sâu bên trong bề mặt của Trái đất đổ ra các suối ngầm, đặc lại và thành hình tương đồng với phản ứng thường là vài tầng. Một số nhà khoa học coi miệng phun thủy nhiệt là nơi mà sự sống bắt đầu hình thành đầu tiên trên Trái đất. Một nghiên cứu thấy rằng các cấu trúc trông giống thực vật này có khả năng phát điện và nếu thật sự như thế thì phản ứng này có thể được xem là một "cục pin" nạp điện một phần cho việc hình thành sự sống.